# Liste der Herrscher der Kurpfalz

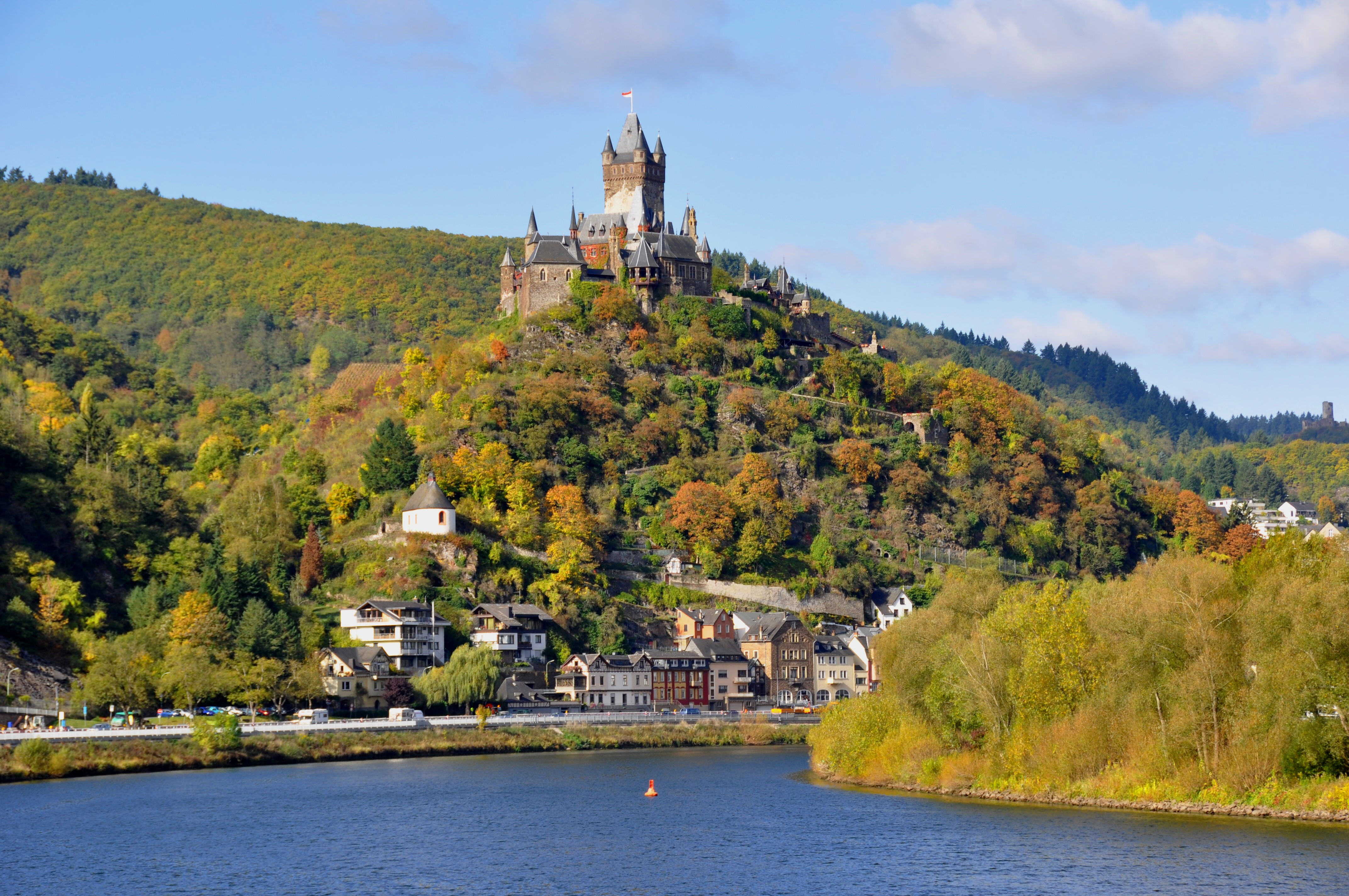
Burg Cochem an der Mosel, ursprünglich erbaut von Siegfried von Ballenstedt, dem zweiten Pfalzgrafen

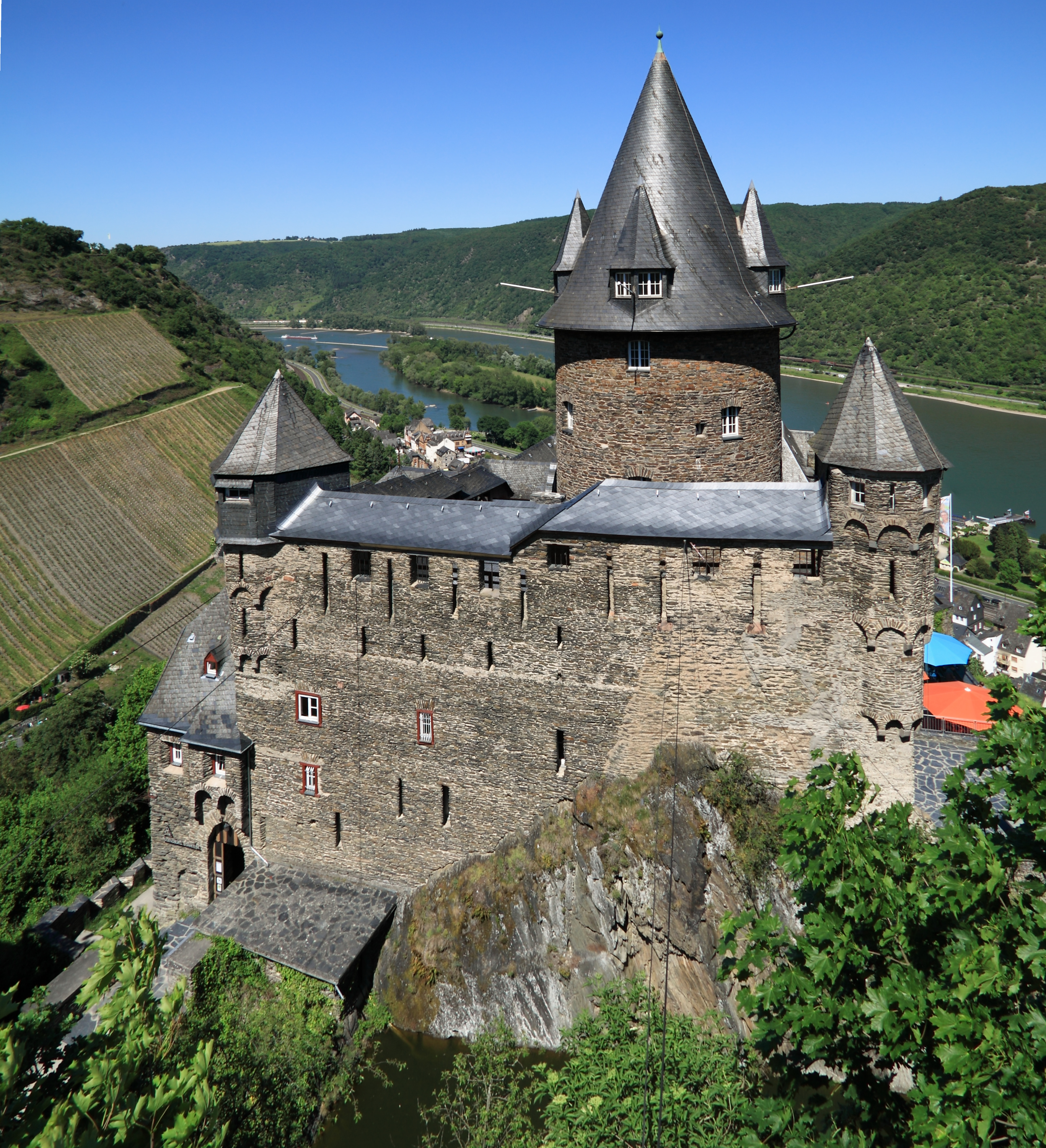
Burg Stahleck am Mittelrhein, Hauptsitz der Pfalzgrafen von 1142 bis 1182

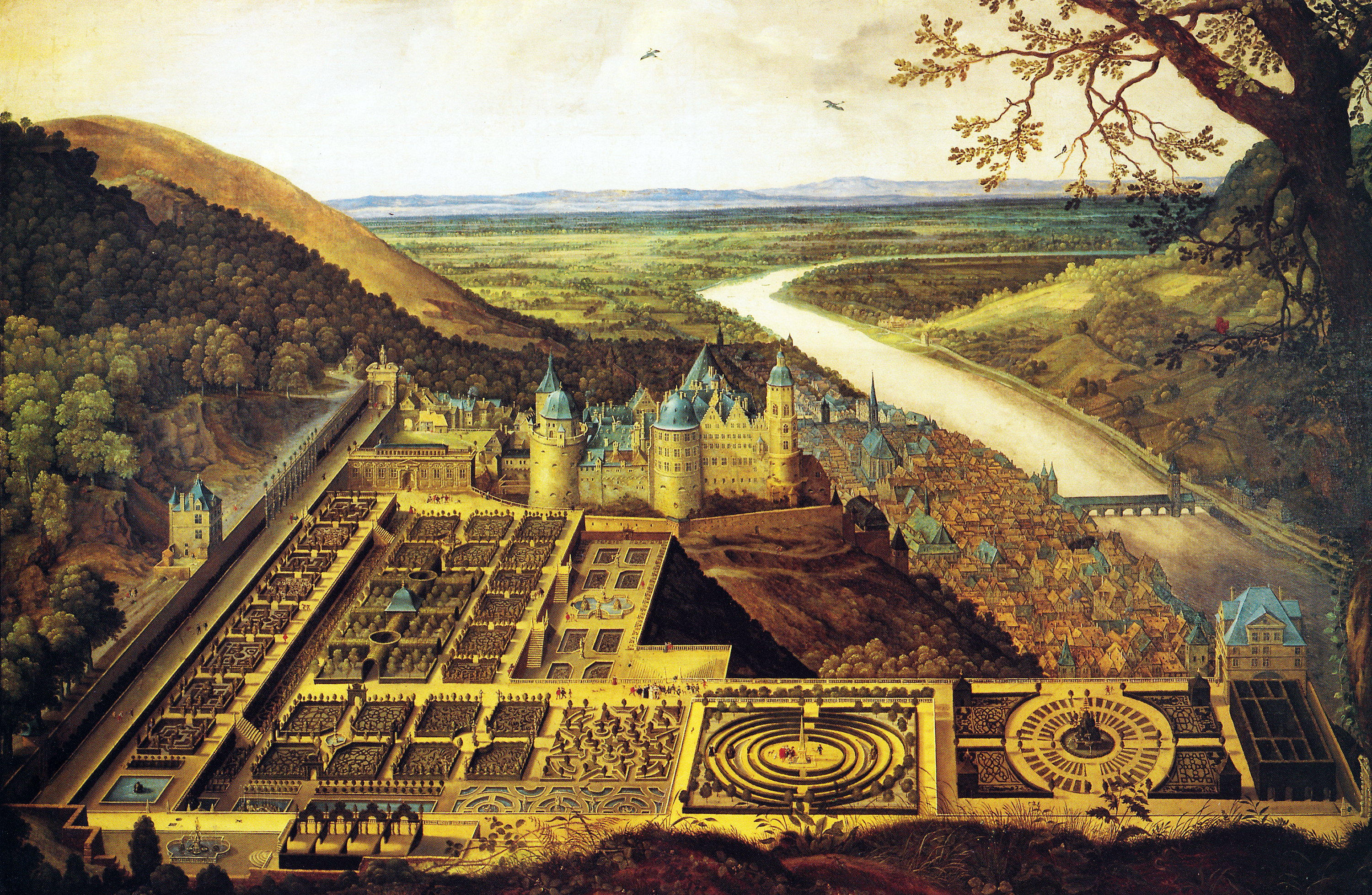
Heidelberger Schloss (1620), Residenz von Pfalzgrafschaft und Kurfürstentum seit 1182

Die Liste der Herrscher der Kurpfalz enthält alle in der späteren Kurpfalz regierenden Pfalzgrafen bei Rhein und alle Inhaber der damit verbundenen Kurwürde. Nicht aufgeführt sind Herzöge von Bayern, die zwar den Titel eines Pfalzgrafen führten, aber nicht in der Pfalz regierten, sowie regierende Mitglieder pfälzischer Nebenlinien, die nicht die Kurwürde innehatten.
Die Reihe der Pfalzgrafen bei Rhein beginnt 1085 mit Heinrich II. von Laach, einem Parteigänger Kaiser Heinrichs IV. Nach dem Tod Hermanns II., des letzten Pfalzgrafen von Lothringen aus dem Haus der Ezzonen, heiratete dessen Witwe Adelheid von Weimar-Orlamünde in dritter Ehe Heinrich von Lach. Dieser wurde vom Kaiser für seine Loyalität im Investiturstreit mit der Pfalzgrafenwürde belohnt und während seines Italienzugs 1090 zum Reichsverweser ernannt. Da seine Erbgüter beiderseits des Rheins im Mayengau und Engersgau lagen, verschob sich das Pfalzgrafenamt vom Territorium der Lothringer, dem Ruhrgau und Brabant, nach Süden. Deshalb nannte sich Heinrich als erster „Pfalzgraf bei Rhein“.
Ihm folgte sein Stief- und Adoptivsohn Siegfried von Ballenstedt aus dem Haus der Askanier, der die Burg Cochem an der Mosel erbaute und 1113 im Kampf gegen Kaiser Heinrich V. starb. Der Kaiser erkannte die Erbansprüche von Siegfrieds minderjährigem Sohn nicht an und ernannte stattdessen seinen Getreuen Gottfried von Calw zum rheinischen Pfalzgrafen. Siegfrieds Witwe Gertrud von Northeim († 1154) heiratete Otto I. von Salm-Rheineck, der seinem Stiefsohn Wilhelm von Ballenstedt 1126 zur Wiedereinsetzung als Pfalzgraf verhalf, allerdings bis zu seiner Volljährigkeit noch unter der Regentschaft Gottfrieds. Dabei hatte ihn Lothar III. von Supplinburg, der Schwager Gertruds unterstützt, nachdem dieser 1125 zum römisch-deutschen König gewählt worden war. Wilhelm starb 1140 kinderlos und hinterließ seinen Eigenbesitz einem Kloster. (Frei vererbliche Eigengüter der jeweiligen Pfalzgrafen, als Lehen gehaltene Güter und pfalzgräfliche Amtsgüter wurden grundsätzlich unterschieden. Doch konnten Eigengüter etwa den Erzbischöfen zu Lehen aufgetragen werden oder an das Reich heimgefallene Lehnsgüter vom König dem Amtsgut zugeschlagen werden.) Der mittlerweile herrschende erste Stauferkönig Konrad III. erkannte die Titularansprüche Ottos, der von Kaiser Lothar zum Co-Pfalzgrafen ernannt worden war, jedoch nicht an und belehnte stattdessen seinen eigenen Halbbruder Heinrich Jasomirgott von Österreich und ein Jahr später seinen Schwager Hermann von Stahleck mit dem Pfalzgrafenamt, der im Gegensatz zu seinen Vorgängern bereits am Mittelrhein begütert war.
Seither war dessen Burg Stahleck bei Bacharach Sitz der Pfalzgrafen. Nach Hermanns Tod 1156 übertrug Kaiser Friedrich I. Barbarossa die Pfalzgrafenwürde seinem Halbbruder Konrad dem Staufer, der außerdem den Familienbesitz der Staufer im Speyergau und Wormsgau (mit der Wormser Hochstiftsvogtei) sowie die Vogtei des Klosters Schönau bei Heidelberg erhielt. Damit verschob sich der Schwerpunkt der Pfalzgrafen erneut weiter entlang des Rheins nach Süden. Um 1182 verlegte Konrad seine Hofhaltung von Stahleck auf die Burg Heidelberg. Nach dessen Tod fiel die Pfalzgrafschaft 1195 an seinen Schwiegersohn, den Welfen Heinrich V. von Braunschweig und seine Frau Agnes von Staufen. Deren einziger Sohn Heinrich starb 1214 kinderlos, nachdem die Tochter Agnes von Braunschweig 1212 mit dem sechsjährigen Wittelsbacher Otto II. von Bayern verlobt worden war. Dessen mächtiger Vater Ludwig der Kelheimer hatte zunächst den Welfenkaiser Otto IV., den Bruder Pfalzgraf Heinrichs V., unterstützt, wofür er die Erblichkeit des Herzogtums Bayern bestätigt bekam, war aber 1212 auf die Seite von Ottos jungem Gegenkönig, dem Staufer Friedrich II. gewechselt, der ihn zum Dank mit der Pfalzgrafschaft belehnte. Die drei rheinischen Erzbischöfe verdrängten daraufhin den Welfen Heinrich V. aus den Gebieten am Rhein. Ludwig der Kelheimer legte damit sowohl den Grundstein für die bis 1918 währende wittelsbachische Herrschaft in Bayern als auch für die ebensolang andauernde Herrschaft seines Hauses in der Pfalz. Alle späteren Pfalzgrafen und somit auch die Kurfürsten von der Pfalz stammten aus dem Hause Wittelsbach.
Seit Bestehen des Kurkollegiums (etwa Mitte des 13. Jahrhunderts) war die Pfalzgrafschaft (mit einer Unterbrechung von 1623 bis 1648) auch Kurfürstentum – der jeweilige Pfalzgraf hatte also das Recht zur Teilnahme an der Wahl des römisch-deutschen Königs. Die Zugehörigkeit wurde 1356 durch die von Kaiser Karl IV. erlassene Goldene Bulle festgeschrieben. Seither wurden die inzwischen angesammelten Territorien der wittelsbachischen Pfalzgrafen bei Rhein als Kurpfalz bezeichnet. Mit Beginn des Dreißigjährigen Krieges, den der calvinistische Pfälzer Kurfürst Friedrich V. durch die Annahme seiner Wahl zum böhmischen „Winterkönig“ im anti-habsburgischen Ständeaufstand 1619/20 ausgelöst hatte, ging 1623 die Kurwürde an die katholische Linie der Herzöge von Bayern verloren. Nach dem Westfälischen Frieden 1648 wurde eine achte Kur für die Pfalz eingerichtet (causa palatina), die mit dem Aussterben der bayerischen Wittelsbacher 1777 wieder mit der alten Kur zusammenfiel. Seit 1720 war die Kurpfälzer Residenz von Heidelberg auf das Schloss Mannheim verlegt worden und 1778 wurde der Herrschaftssitz Pfalz-Baierns von Mannheim in die Münchner Residenz verlegt.

## Liste
| Name                        | Familie                                | Amtszeit                                                         | Anmerkungen |
| --------------------------- | -------------------------------------- | ---------------------------------------------------------------- | --- |
| Heinrich von Laach          | Wigeriche                              | Pfalzgraf bei Rhein 1085/1087–1095                               | heiratete die Witwe des letzten Pfalzgrafen von Lothringen |
| Siegfried von Ballenstedt   | Askanier                               | Pfalzgraf bei Rhein 1095/1097–1113                               | Stief- und Adoptivsohn seines Vorgängers |
| Gottfried von Calw          | Calw                                   | Pfalzgraf bei Rhein 1113–1129                                    | seit 1126 als Vormund für seinen Nachfolger Wilhelm |
| Wilhelm von Ballenstedt     | Askanier                               | Pfalzgraf bei Rhein 1126–1140                                    | bis 1129 unter der Vormundschaft Gottfrieds, kinderlos |
| Otto I. von Salm            | Salm                                   | Pfalzgraf bei Rhein 1136–1140                                    | mit seinem Stiefsohn Wilhelm, nach dessen Tod abgesetzt |
| Heinrich Jasomirgott        | Babenberger                            | Pfalzgraf bei Rhein 1140–1141                                    | seit 1141 Markgraf von Österreich |
| Hermann von Stahleck        | Stahleck                               | Pfalzgraf bei Rhein 1142/1143–1156                               | von seinem Schwager Konrad III. zum Pfalzgrafen erhoben |
| Konrad                      | Staufer                                | Pfalzgraf bei Rhein 1156–1195                                    | von seinem Halbbruder Friedrich I. zum Pfalzgrafen erhoben |
| Heinrich der Ältere         | Welfen                                 | Pfalzgraf bei Rhein 1195–1212/1213                               | 1212/1213 Verzicht zugunsten seines gleichnamigen Sohnes |
| Heinrich der Jüngere        | Welfen                                 | Pfalzgraf bei Rhein 1212/1213–1214                               | Sohn seines Vorgängers, kinderlos |
| Ludwig I. der Kelheimer     | Wittelsbach                            | Pfalzgraf bei Rhein 1214–1231                                    | zusammen mit seinem Sohn Otto II. |
| Otto II. der Erlauchte      | Wittelsbach                            | Pfalzgraf bei Rhein 1214/1228–1253                               | bis 1231 zusammen mit seinem Vater Ludwig I. |
| Heinrich (XIII.)            | Niederbayern (Wittelsbach)             | Pfalzgraf bei Rhein 1253–1255                                    | mit Bruder Ludwig II., 1255 Verzicht zu dessen Gunsten |
| Ludwig II. der Strenge      | Oberbayern (Wittelsbach)               | Pfalzgraf bei Rhein 1253–1294                                    | bis 1255 zusammen mit seinem Bruder Heinrich (XIII.) |
| Rudolf I. der Stammler      | Oberbayern (Wittelsbach)               | Pfalzgraf bei Rhein 1294–1317                                    | mit Bruder Ludwig (IV.), 1317 Verzicht zu dessen Gunsten |
| Ludwig (IV.)                | Oberbayern (Wittelsbach)               | Pfalzgraf bei Rhein 1294/1301–1329                               | 1329 Verzicht zugunsten der Nachkommen Rudolfs I. |
| Rudolf II. der Blinde       | Pfalz (Wittelsbach)                    | Pfalzgraf bei Rhein 1329–1353                                    | zusammen mit seinem Bruder Ruprecht I. |
| Ruprecht I.                 | Pfalz (Wittelsbach)                    | Pfalzgraf bei Rhein bzw. Kurfürst von der Pfalz 1329–1390        | bis 1353 zusammen mit seinem Bruder Rudolf II., seit 1356 einer der sieben Kurfürsten, kinderlos                                                                   |
| Ruprecht II.                | Pfalz (Wittelsbach)                    | Kurfürst von der Pfalz 1390–1398                                 | Enkel Rudolfs I. |
| Ruprecht III.               | Pfalz (Wittelsbach)                    | Kurfürst von der Pfalz 1398–1410                                 | seit 1400 römisch-deutscher König |
| Ludwig III.                 | Ältere Kurlinie (Wittelsbach)          | Kurfürst von der Pfalz 1410–1436                                 | ältester Sohn seines Vorgängers Ruprecht III. |
| Ludwig IV.                  | Ältere Kurlinie (Wittelsbach)          | Kurfürst von der Pfalz 1436–1449                                 | bis 1445 unter der Vormundschaft Ottos von Pfalz-Mosbach |
| Philipp der Aufrichtige     | Ältere Kurlinie (Wittelsbach)          | Kurfürst von der Pfalz 1449–1451 und 1476–1508                   | bis 1451 unter der Vormundschaft seines Onkels Friedrich I., von diesem abgesetzt, 1476 dessen Nachfolger                                                          |
| Friedrich I. der Siegreiche | Ältere Kurlinie (Wittelsbach)          | Kurfürst von der Pfalz 1451–1476                                 | Vormund Philipps, übernahm 1451 selbst die Regierung |
| Ludwig V. der Friedfertige  | Ältere Kurlinie (Wittelsbach)          | Kurfürst von der Pfalz 1508–1544                                 | ältester Sohn seines Vorgängers Philipp, kinderlos |
| Friedrich II. der Weise     | Ältere Kurlinie (Wittelsbach)          | Kurfürst von der Pfalz 1544–1556                                 | jüngerer Bruder seines Vorgängers Ludwig V., kinderlos |
| Ottheinrich                 | Ältere Kurlinie (Wittelsbach)          | Kurfürst von der Pfalz 1556–1559                                 | Enkel Philipps, seit 1505 Herzog von Pfalz-Neuburg, kinderlos |
| Friedrich III. der Fromme   | Pfalz-Simmern (Wittelsbach)            | Kurfürst von der Pfalz 1559–1576                                 | Nachfahre Ruprechts III., auch Pfalzgraf von Pfalz-Simmern |
| Ludwig VI.                  | Pfalz-Simmern (Wittelsbach)            | Kurfürst von der Pfalz 1576–1583                                 | Sohn seines Vorgängers Friedrich III. |
| Friedrich IV.               | Pfalz-Simmern (Wittelsbach)            | Kurfürst von der Pfalz 1583–1610                                 | bis 1592 unter Vormundschaft seines Onkels Johann Kasimir |
| Friedrich V.                | Pfalz-Simmern (Wittelsbach)            | Kurfürst von der Pfalz 1610–1623                                 | 1619–1620 König von Böhmen, 1623 Verlust der Kurwürde |
| Maximilian I.               | bairische Linie des Hauses Wittelsbach | Kurfürst von der Pfalz 1623–1648                                 | erhielt 1623 auf dem Regensburger Fürstentag die pfälzische Kur zusammen mit der Oberpfalz und der rechtsrheinischen Kurpfalz (bis zum Westfälischen Frieden 1648) |
| Karl I. Ludwig              | Pfalz-Simmern (Wittelsbach)            | Kurfürst von der Pfalz 1648–1680                                 | Sohn Friedrichs V., erhielt 1648 eine neue pfälzische Kur und die am Rhein gelegenen Teile der Kurpfalz                                                            |
| Karl II.                    | Pfalz-Simmern (Wittelsbach)            | Kurfürst von der Pfalz 1680–1685                                 | Sohn seines Vorgängers Karl I. Ludwig, kinderlos |
| Philipp Wilhelm             | Pfalz-Neuburg (Wittelsbach)            | Kurfürst von der Pfalz 1685–1690                                 | Nachfahre Ruprechts III., auch Herzog von Jülich und Berg |
| Johann Wilhelm              | Pfalz-Neuburg (Wittelsbach)            | Kurfürst von der Pfalz 1690–1716                                 | auch Herzog von Jülich und Berg, keine überlebenden Kinder |
| Karl III. Philipp           | Pfalz-Neuburg (Wittelsbach)            | Kurfürst von der Pfalz 1716–1742                                 | jüngerer Bruder Johann Wilhelms, keine überlebenden Söhne |
| Karl IV. Theodor            | Pfalz-Sulzbach (Wittelsbach)           | Kurfürst von der Pfalz 1742–1777, dann bis 1799 von Pfalz-Bayern | Nachfahre Ruprechts III., keine überlebenden Söhne |
| Name                        | Familie                                | Amtszeit                                                         | Anmerkungen |